# Cueva de los Verdes
Cueva de los Verdes é um tubo de lava e atração turística das Ilhas Canárias. A caverna está protegida pelo governo espanhol.

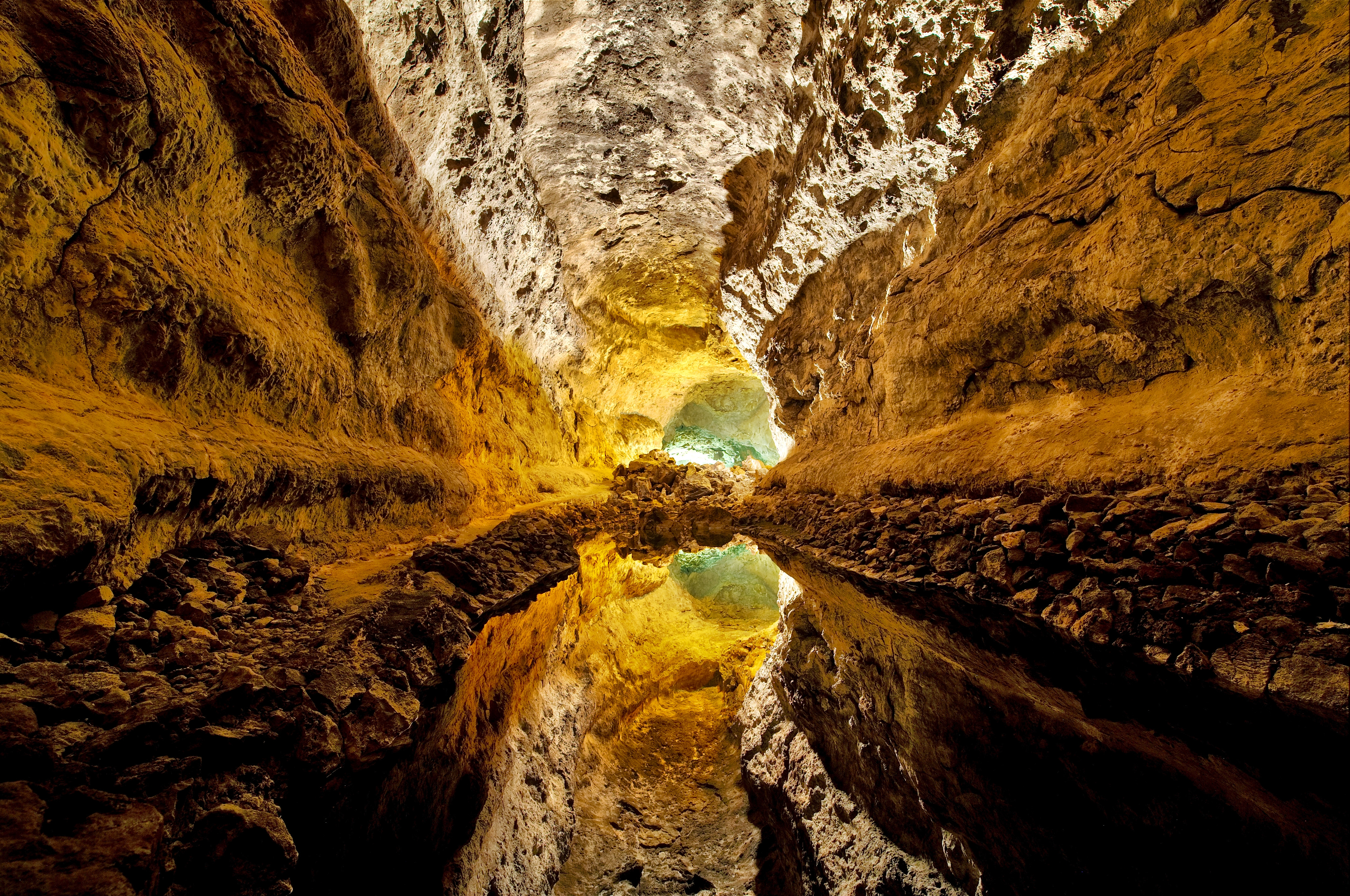
Um lago reflete as luzes coloridas que iluminam o teto e as paredes da caverna

A caverna foi formada há cerca de 3.000 anos por fluxos de lava que irromperam a partir do vulcão Monte Corona. Os fluxos de lava resfriada no topo iniciou o desenvolvimento de uma crosta sólida, deixando a parte de cima como o teto de uma caverna. Em cerca de 20 pontos, o teto da caverna desmoronou, formando uma caverna conhecida localmente como jameo. As cavernas estendem-se por 6 km acima do nível do mar e por mais 1,5 km abaixo do mar (o, Túnel de la Atlantida).)

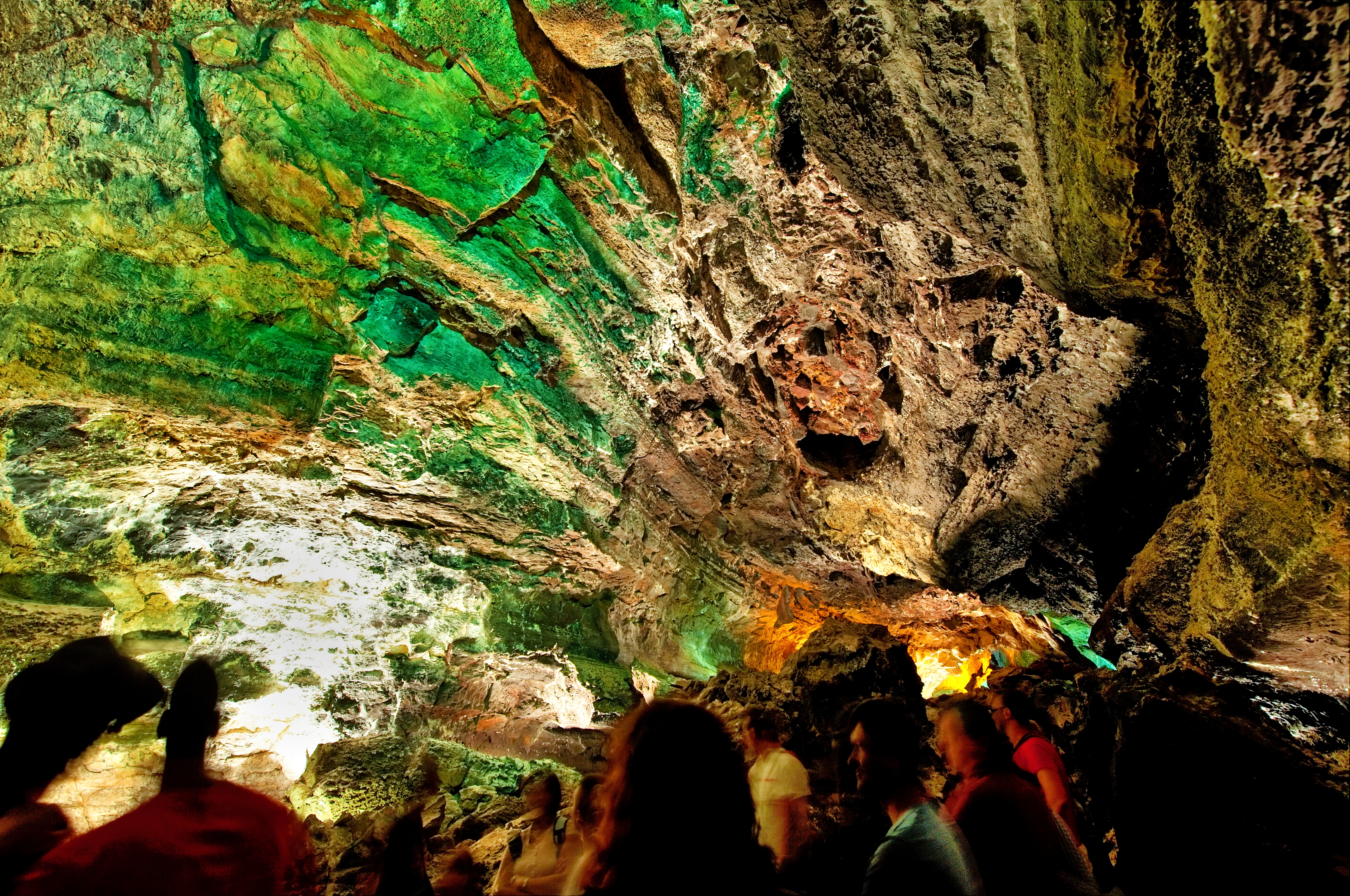
Turistas visitando a caverna

Em 1964, operações de iluminação foram realizadas no interior da caverna para que ela pudesse ser acessada. Desde então faz parte da rede de Centros de Arte, Cultura e Turismo pertencente ao órgão governamental Cabildo de Lanzarote.